# Kyffhäuserbund

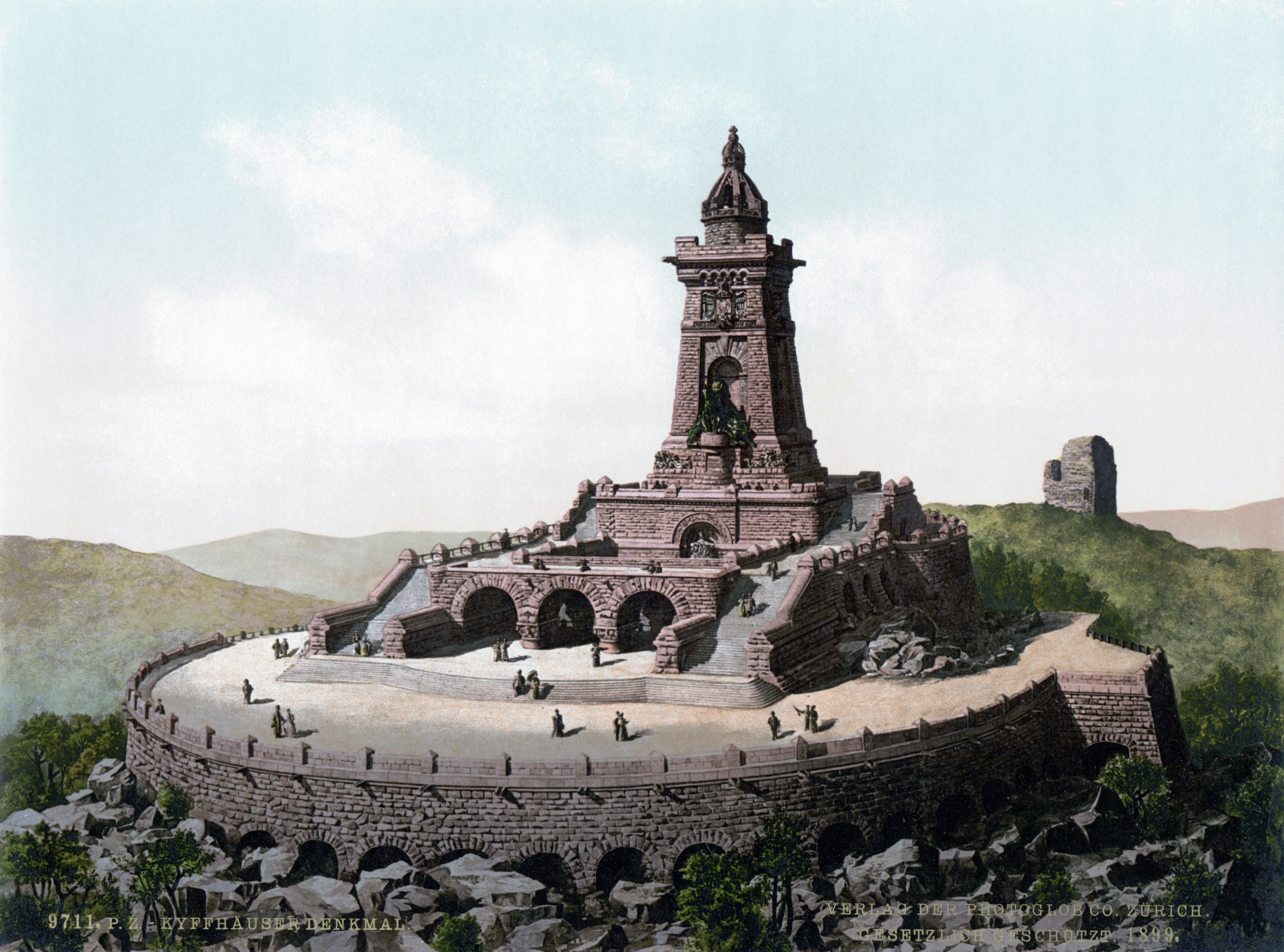
Memorial de Kyffhäuser alrededor de 1900.

La Liga de Kyffhäuser (en alemán: Kyffhäuserbund) es una organización paraguas para las asociaciones de veteranos de guerra y reservistas en Alemania con sede en Rüdesheim am Rhein. Debe su nombre al Monumento de Kyffhäuser (en alemán: Kyffhäuserdenkmal), un monumento construido en la cima de la montaña Kyffhäuser de 473 m de altura cerca de Bad Frankenhausen, en el estado de Turingia, en el centro de Alemania.

## Historia

Bandera de la Kyffhäuserbund hasta alrededor de 1934.

Los orígenes de la Kyffhäuserbund se encuentran en una sección del Deutscher Kriegerbund (Liga Guerrera Alemana) que estableció una liga en 1900 que uniría a las anteriormente dispersas asociaciones de veteranos de guerra alemanes. Algunas de estas organizaciones ya habían administrado el mantenimiento del memorial juntos. La liga se llamó inicialmente Liga de Kyffhäuser de las Asociaciones de Guerreros de los Países Alemanes (en alemán: Kyffhäuserbund der deutschen Landeskriegerverbände), un nombre que luego se abrevió como Kyffhäuserbund. Para 1913, esta organización paraguas tenía ya 2,8 millones de veteranos de guerra como miembros y se había convertido en una de las sociedades más grandes de Alemania. Durante la época del Imperio alemán, el Kyffhäuserbund fue instrumentalizado contra el creciente movimiento socialdemócrata en Alemania.
Las difíciles circunstancias de los años de posguerra de la Primera Guerra Mundial llevaron a una reducción significativa de las asociaciones de veteranos y su papel. Durante la República de Weimar en 1921, esta organización abandonó su estructura federal y se centralizó bajo un liderazgo común. Siguiendo este paso, cambió su nombre a Asociación Alemana de Guerreros de Kyffhäuser (en alemán: Deutscher Reichskriegerbund Kyffhäuser e.V.). En nombre del Gleichschaltung, el Kyffhäuserbund fue nazificado después de la toma del poder por parte de los nazis en 1933. Cinco años más tarde, su nombre fue cambiado a Asociación de Kyffhäuser Nacionalsocialista de Guerreros del Reich (en alemán: NS-Reichskriegerbund Kyffhäuser e.V.), convirtiéndose en la única y exclusiva organización que representa a Los intereses de los veteranos en el Tercer Reich.
La Kyffhäuserbund se disolvió rápidamente y sin ceremonias durante la Segunda Guerra Mundial en marzo de 1943 por el propio Adolf Hitler. Al parecer, la razón fue la derrota alemana en la batalla de Stalingrado. Sus activos en todo el Reich fueron transferidos al Partido Nazi. Todas las asociaciones locales que sobrevivieron, que en la última fase del esfuerzo de guerra se convirtieron en el caldo de cultivo de las unidades Volkssturm, también fueron colocadas bajo las órdenes directas del Partido Nazi. Después de la derrota de la Alemania nazi en la Segunda Guerra Mundial, los gobiernos militares aliados promulgaron una ley especial, Kontrollratsgesetz Nr. 2, para la disolución y liquidación de las organizaciones nazis (Auflösung und Liquidierung der Naziorganisationen) el 10 de octubre de 1945. Este decreto de desnazificación prohibió al Partido Nazi y todas sus sucursales, disolviendo efectivamente el avatar de Kyffhäuserbund que se había establecido durante el Tercer Reich.
La disolución de la Kyffhäuserbund significó que tuvo que establecerse nuevamente durante la reconstrucción de la posguerra de Alemania Occidental y Oriental.
El restablecimiento de la organización Kyffhäuser con sucursales estatales federales comenzó en 1952 en Alemania Occidental. La actual Kyffhäuserbund destaca su papel como una asociación de deportes de tiro.